# 쁘와송 다브릴
"쁘와송 다브릴"(Poisson d'Avril)은 한국에서 제작된 허인 감독의 2006년 드라마 영화이다. 차민지 등이 주연으로 출연하였다.

## 출연

### 주연
- 차민지
- 조지현
- 전수지

### 조연
- 김동곤

## 기타
- 조명: 배영수
- 녹음: 이섭
- 믹싱: 곽영식
- 미술: 이정윤
- 애니메이션: 안현지
- 애니메이션: 이인수